# Tratamento baseado na mentalização
O tratamento baseado e na mentalização (TBM) é uma forma integrativa de psicoterapia, que reúne aspectos das abordagens psicodinâmica, cognitivo-comportamental, sistémica e ecológica. O TBM foi desenvolvido e manualizado por Peter Fonagy e Anthony Bateman, projetado para indivíduos com transtorno de personalidade borderline (TPB). Alguns desses indivíduos sofrem de um estilo de apego desorganizado e não conseguiram durante a infância desenvolver uma capacidade de mentalização robusta. Fonagy e Bateman definem a mentalização como o processo pelo qual interpretamos implícita e explicitamente as nossas ações e as dos outros como significativas com base em estados mentais intencionais. O objetivo do tratamento é que os pacientes com TPB melhorem a sua capacidade de mentalização, o que deve melhorar a regulação afetiva, reduzindo o gestos suicidas e autolesivos, além de fortalecer as relações interpessoais.
Mais recentemente, uma variedade de tratamentos baseados na mentalização, usando a "postura mentalizante" definida no TBM, mas direcionada a crianças (TBM-C), famílias (TBM-F)  adolescentes (TBM-A) e jovens problemáticos, o TIBMA (tratamento integrativo baseado em mentalização adaptativa) está a ser desenvolvido por grupos que gravitam principalmente em torno do Centro Nacional Anna Freud para Crianças e Famílias .
O tratamento deve ser diferenciado e não tem nenhuma conexão com a terapia de redução do stress baseada na atenção plena (RSBAP) desenvolvida por Jon Kabat-Zinn .

## Objetivos
Os principais objetivos do MBT são:
- um melhor controle comportamental
- um aumento da regulação afetiva
- relacionamentos mais íntimos e gratificantes
- a capacidade de perseguir objetivos de vida

Acredita-se que isso seja alcançado através do aumento da capacidade de mentalização do paciente, a fim de estabilizar o senso de identidade do cliente e a aumentar a estabilidade nas emoções e nos relacionamentos.

## Foco do tratamento
Uma característica distintiva do TBM é colocar o aprimoramento da própria mentalização como foco do tratamento. O objetivo da terapia não é desenvolver o insight, mas a recuperação da mentalização. A terapia examina principalmente o momento presente, prestando atenção aos eventos do passado apenas na medida em que afetam o indivíduo no presente. Outros aspectos centrais do tratamento incluem uma postura de curiosidade, parceria com o paciente ao invés de um papel do tipo 'especialista', monitorando e regulando a excitação emocional e identificando o foco afetivo. A transferência na compreensão clássica deste termo não está incluída no modelo do TBM. O TBM encoraja a consideração da relação paciente-terapeuta, mas sem necessariamente generalizar para outros relacionamentos, passados ou presentes.

## Procedimento de tratamento
O TBM deve ser oferecido aos pacientes duas vezes por semana, com sessões alternadas entre terapia de grupo e tratamento individual. Durante as sessões, o terapeuta trabalha para estimular ou nutrir a mentalização. Técnicas específicas são empregadas para diminuir ou aumentar a excitação emocional conforme necessário, para interromper a não mentalização e para promover a flexibilidade na tomada de perspectiva. A ativação ocorre por meio da elaboração das relações de apego atuais, do incentivo e regulação do terapeuta do vínculo de apego do paciente com o terapeuta e das tentativas do terapeuta de criar laços de apego entre os membros do grupo de terapia.

## Mecanismos de mudança
O relacionamento de apego seguro com o terapeuta fornece um contexto relacional no qual é seguro para o paciente explorar a mente do outro. Fonagy e Bateman propuseram recentemente que o TBM (e outras terapias baseadas em evidências) funciona fornecendo pistas ostensivas que estimulam a confiança epistémica. O aumento da confiança epistémica, junto com um foco persistente na mentalização na terapia, parecem facilitar a mudança, deixando as pessoas mais abertas para aprender fora da terapia, nas interações sociais de suas vidas diárias.

## Eficácia
Fonagy, Bateman e outros colegas fizeram uma extensa pesquisa de resultados no TBM para o transtorno de personalidade limítrofe. O primeiro ensaio clínico randomizado e controlado foi publicado em 1999, a respeito do TBM entregue num ambiente hospitalar parcial. Os resultados mostraram eficácia clínica no mundo real que se comparou favoravelmente aos tratamentos existentes para o TPB. Um estudo de acompanhamento publicado em 2003 demonstrou que o TBM é custo-efetivo. Resultados encorajadores também foram encontrados num estudo de 18 meses, no qual os indivíduos foram aleatoriamente designados para uma condição de tratamento ambulatório com TBM versus um tratamento de gerenciamento clínico estruturado (GCE). A eficácia duradoura do TBM foi demonstrada num acompanhamento de 8 anos dos pacientes do estudo original, comparando o TBM com o tratamento usual. Nessa pesquisa, os pacientes que receberam o TBM tiveram menor uso de medicamentos, hospitalizações e períodos mais longos empregados em comparação com os pacientes que receberam o tratamento padrão. Estudos de replicação foram publicados por outros pesquisadores europeus. Os pesquisadores também demonstraram a eficácia do TBM para adolescentes, bem como de um formato somente de grupo de TBM.